# Hälltjärnen (Degerfors socken, Västerbotten)
Hälltjärnen är en sjö i Vindelns kommun i Västerbotten och ingår i Umeälvens huvudavrinningsområde.